# Марія Уєвич-Галетович

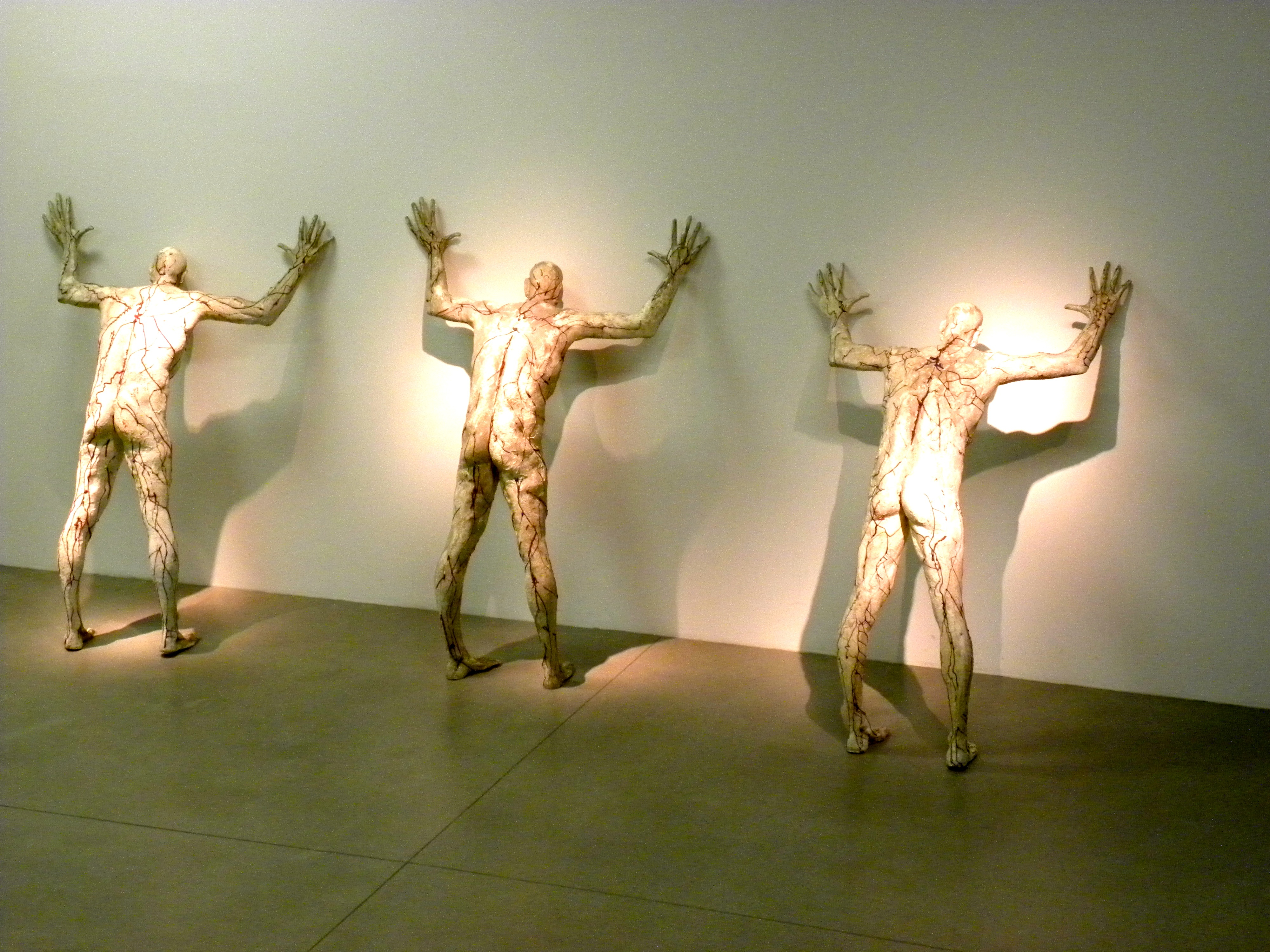
Ціль II (1981), Музей сучасного мистецтва (Загреб).

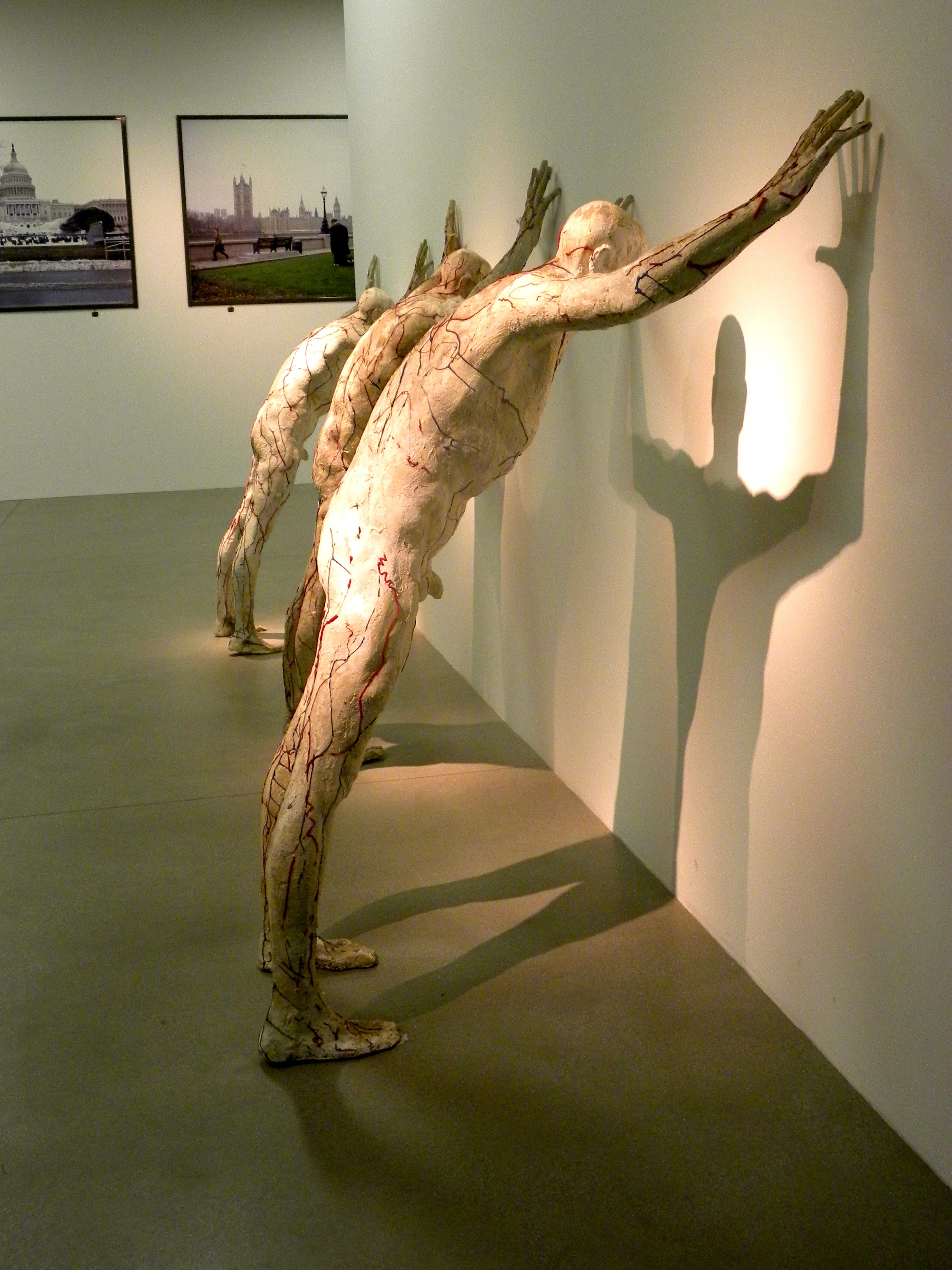
Ціль II, вид збоку.

Марія Уєвич-Галетович (хорв. Marija Ujević-Galetović; 20 жовтня 1933, Загреб — 13 березня 2023, там само) — хорватський скульптор, також займається і живописом. Жила і працювала в Загребі.

## Творчість
Роботами Марії Уєвич-Галетович переважно є портрети і статуї. Вона навчалася скульптурі в Центральному коледжі мистецтва та дизайну в Лондоні. З 1987 року Уєвич-Галетович викладає в загребській Академії витончених мистецтв, в якій вона отримала звання професора в 1995 році. Крім того, скульптор є активним членом Хорватської академії наук і мистецтв.
Марія Уєвич-Галетович — автор численних зовнішніх і внутрішніх публічних скульптур, у тому числі в містах: Вировитица, Врсар, Загреб, Марія-Бистриця, Синь, Црес, Рієка, Осієк, Лабин, Високо, Бихач і Нові-Сад. Серед її публічних скульптур найбільш відомі: Пам'ятник Мирославу Крлеже в Осієку, Пам'ятник Мирославу Крлеже в Загребі, Пам'ятник Аугусту Шеноа в Загребі, Бігун на набережній річки Сава в Загребі, Пам'ятник Франя Петричу в Цресе, Пам'ятник Якову Готовацу в Осоре і Пам'ятник Стерию-Поповичу в Нові-Саді.
В Уєвич-Галетович було безліч персональних виставок в Хорватії і за її межами, включаючи заходи в галереї «Форум» (Загреб, 1980 і 1992 роки), галереї «Себастьян» (Дубровник, 1981), галереї «Себастьян» (Белград, 1984), «Ex Granai della Repubblica a Zitellelle» (Венеція, 1991), Французької академії в Римі на віллі Медичі (Рим, 1991), HDLU (Загреб, 2005), хорватському посольстві в Італії (Рим, 2009) і галереї Мочибоб (Загреб, 2010).

## Нагороди
- Премія за проект Пам'ятника Селянському повстанню (Загреб, 1970).
- Премія за проект Пам'ятника Козарі (Сараєво, 1971).
- Перший приз за проект Пам'ятника Августу Цесарецу (Загреб, 1973).
- Нагорода за Пам'ятник Мирославу Крлежі.
- Премія Загребського салону (Загреб, 1982).
- Хорватська премія триріччя в галузі скульптури (Загреб, 1986).
- Премія за Пам'ятник Августу Шеноа (Загреб, 1987).
- Премія міста Загреб (Загреб, 1989).
- Премія Загребського салону (Загреб, 1990).